# NGC 3619
NGC 3619 ist eine linsenförmige Galaxie vom Hubble-Typ S0/a im Sternbild Großer Bär am Nordsternhimmel. Sie ist schätzungsweise 73 Millionen Lichtjahre von der Milchstraße entfernt und hat einen Durchmesser von etwa 55.000 Lichtjahren. Gemeinsam mit vier weiteren Galaxien ist sie Mitglied der NGC 3642-Gruppe (LGG 234).
Im selben Himmelsareal befinden sich u. a. die Galaxien NGC 3613 und NGC 3625.
Das Objekt wurde am 18. März 1790 von Wilhelm Herschel entdeckt.